# Хуан Еухенио Синко, Норија Нуева Јорк (Тореон)
Хуан Еухенио Синко, Норија Нуева Јорк (шп. Juan Eugenio Cinco, Noria Nueva York) насеље је у Мексику у савезној држави Коавила у општини Тореон. Насеље се налази на надморској висини од 1225 м.

## Становништво
Према подацима из 2010. године у насељу су живела 2 становника.

### Хронологија
| Година       | 2000 | 2005 | 2010 |
| ------------ | ---- | ---- | ---- |
| Становништво | 1    | 2    | 2    |

### Попис
| # | Индикатор                     | Вредност |
| - | ----------------------------- | -------- |
| 1 | Укупно домаћинстава           | 1        |
| 2 | Укупно насељених домаћинстава | 1        |
| 3 | Величина локације             | 1        |